# 토탈 디바스
토탈 디바스(Total Divas)는 WWE의 프로그램이다. 디바들의 일상을 다룬 리얼리티 프로그램이다. 시즌3까지 방송되고 있고, 시즌4 준비에 들어간 상태이다. 미국에는 E!에서 방영되었고 대한민국에서는 SBS와 제휴한 합작방송사 SBS E!에서 방송되었으나 IB 스포츠로 옮겨 방영되었다.

## 캐스트

### 현재 메인 캐스트
- 브리 벨라 (시즌 1 ~ 현재)
- 니키 벨라 (시즌 1 ~ 현재)
- 나탈리야 나이드하트 (시즌 1 ~ 현재)
- 나오미 (시즌 1 ~ 현재)
- 에바 마리 (시즌 1 ~ 현재)
- 얼리샤 폭스 (시즌 1,2 캐스트, 시즌 3,4 ~ 현재 메인)
- 페이지 (시즌 3 ~현재)
- 르네 영 (시즌 1 게스트, 시즌 4,5 리커링 시즌 6 현재 메인)
- 라나 (시즌 6 ~ 현재)
- 마리즈 울레 (시즌 6 ~ 현재)
- 알렉사 블리스 (시즌 7 ~ 현재)
- 카멜라 (시즌 7 ~ 현재)
- 나이아 잭스 (시즌 7 ~현재)

### 과거 메인 캐스트
- 카메론 (시즌 1~시즌 3)
- 조조 오퍼맨 (시즌 1 메인, 시즌 3 캐스트)
- 서머 래 (시즌 2 ~ 시즌 3)
- 로사 멘데스 (시즌 2 캐스트, 시즌 3 메인)

### 리커링
- 존 시나 (니키 벨라의 남편, 시즌 1 ~ 현재)
- 대니얼 브라이언 (브리 벨라의 남편, 시즌 1 ~ 현재)
- 지미 우소 (나오미의 남편, 시즌 1,2,4 리커링, 시즌 3 캐스트)
- 타이슨 키드 (나탈리야의 남편, 시즌 1 ~ 현재)
- 조나단 코일 (에바 마리의 남편, 시즌 1 ~ 현재)
- 빈센트 라이안 (카메론의 남자친구, 시즌 1 ~ 시즌 3)
- 마이크 카라노 (WWE 시니어 디렉터 오브 탤런트 릴레이션스, 시즌 1 ~ 시즌 3)
- 제인 게디스 (WWE 바이스-프레지던트 오브 탤런트 릴레이션스, 시즌 1 리커링, 시즌 2,3 캐스트)
- 산드라 그래이 (WWE 심스트리스, 시즌 1,2 리커링, 시즌 3 캐스트)
- 캐시 콜라스 (브리 벨라 & 니키 벨라의 어머니, 시즌 1,2 캐스트, 시즌 3 리커링)
- JJ 가르시아 (브리 벨라 & 니키 벨라의 남자형제, 시즌 2 캐스트, 시즌 3 리커링)
- 딘 엠브로스 (르네 영의 남편, 시즌 5 게스트, 시즌 6 캐스트)
- 루세프 (라나의 남편, 시즌 6 캐스트)
- 더 미즈 (마리즈 울레의 남편, 시즌 6 캐스트)
- 알베르토 델 리오 (페이지의 남자친구, 시즌 6 게스트)

## 시즌별 개요
| 시즌   | 횟수 | 날짜                               |
| ------ | ---- | ---------------------------------- |
| 시즌 1 | 14회 | 2013년 7월 28일 ~ 2013년 12월 15일 |
| 시즌 2 | 11회 | 2014년 3월 16일 ~ 2014년 6월 1일   |
| 시즌 3 | 20회 | 2014년 9월 4일 ~ 2015년 3월 8일    |
| 시즌 4 | 13회 | 2015년 7월 7일 ~ 2015년 9월 29일   |
| 시즌 5 | 14회 | 2016년 1월 19일 ~ 2016년 4월 19일  |
| 시즌 6 |      | 2016년 가을                        |

## 같이 보기
- 디바 서치